# Уоллес, Дэнни
Дэ́вид Ллойд Уо́ллес (англ. David Lloyd Wallace; родился 21 января 1964), более известный как Дэ́нни Уо́ллес (англ. Danny Wallace) — английский футболист, наиболее известный по выступлениям за «Саутгемптон» и «Манчестер Юнайтед». Преждевременно завершил спортивную карьеру из-за рассеянного склероза.

## Клубная карьера
Уоллес родился в Гринвиче на юго-востоке Лондона. Играл за юношеские команды «Гринвич Скул» и «Дил Таун», где его просматривали скауты лондонских клубов «Миллуолл» и «Арсенал». Однако в феврале 1977 года 13-летний Уоллес перешёл в академию «Саутгемптона».
Дебютировал в основном составе «святых» 29 ноября 1980 года в возрасте 16 лет и 313 дней в матче против «Манчестер Юнайтед» на «Олд Траффорд», выйдя на замену получившему травму Кевину Кигану. Он стал самым юным игроком в истории «Саутгемптона» (этот рекорд побил Тео Уолкотт в 2004 году).
В январе 1982 года подписал свой первый профессиональный контракт с клубом. 23 октября 1982 года забил свой первый гол за «Саутгемптон» в матче против «Суонси Сити». 16 марта 1984 года забил два гола в ворота «Ливерпуля», один из которых — ударом «ножницами», находясь спиной к воротам, защищаемых Брюсом Гроббеларом (впоследствии этот мяч был признан «голом сезона»). В сезоне 1983/84 «святые» соперничали с «Ливерпулем» за чемпионский титул, но в итоге «Саутгемптон» финишировал на втором месте.
В общей сложности Уоллес провёл за «Саутгемптон» 317 матчей и забил 79 голов.
18 сентября 1989 года Уоллес перешёл в «Манчестер Юнайтед» за £1,3 млн. Дебютировал за клуб 20 сентября в игре Кубка Футбольной лиги против «Портсмута». В сезоне 1989/90 был основным левым вингером «Юнайтед», сыграв в общей сложности 35 матчей и забив 6 мячей. Сыграл в финале Кубка Англии против «Кристал Пэлас», в котором «Юнайтед» одержал победу после переигровки. В сезоне 1990/91 стал реже попадать в основной состав, проигрывая конкуренцию юному Ли Шарпу. В этом сезоне «Юнайтед» вновь вышел в финал Кубка Англии, но на этот раз проиграл в нём клубу «Шеффилд Уэнсдей». Однако команде удалось выиграть Кубок обладателей кубков, обыграв в финале «Барселону». Уоллес провёл финал на скамейке запасных, но на поле не вышел, хотя провёл в том турнире 3 матча.
В сезоне 1991/92 в основной состав «Юнайтед» пробился юный валлийский вингер Райан Гиггз, после чего Уоллес окончательно потерял место в основном составе клуба. В декабре 1992 года он был выставлен на трансфер. В 1993 году отправился в аренду в «Миллуолл». 15 октября 1993 года был продан в «Бирмингем Сити» за 250 тысяч фунтов.
В «Бирмингеме» он играл редко из-за травм и плохой формы. В марте 1995 года покинул клуб и на правах свободного агента перешёл в «Уиком Уондерерс», за который он провёл только один матч, после чего завершил карьеру.

## Карьера в сборных
Провёл 14 матчей за сборную Англии до 21 года. 29 января 1986 года провёл свою первую и единственную игру за основную сборную Англии: это был товарищеский матч против Египта в Каире. Уоллес забил в этой игре гол, а англичане выиграли со счётом 4:0.

## Рассеянный склероз
В 1996 году Уоллесу был поставлен диагноз рассеянный склероз. После этого он завершил футбольную карьеру.
17 мая 2004 года на стадионе «Сент-Мэрис» прошёл товарищеский матч в честь Уоллеса, в котором сыграли его бывшие одноклубники по «Саутгемптону». Футболисты «Манчестер Юнайтед» также были приглашены на эту игру, но на тот момент они готовились к финалу Кубка Англии, поэтому в этом матче сыграли только экс-игроки «Юнайтед», включая Марка Хьюза, Дениса Ирвина, Пола Инса, Пола Паркера и Вива Андерсона
В 2006 году Уоллес пробежал 42-километровый Лондонский марафон, на это он потратил пять с половиной дней. Целью его участия в марафоне был сбор средств для фонда Дэнни Уоллеса, который предлагает помощь больным рассеянным склерозом. У финишной черты его встретил бывший боксёр Майкл Уотсон, который также пробежал марафон за семь дней после серьёзной травмы головного мозга, полученной в 1991 году в боксёрском поединке.

## Достижения
«Саутгемптон»
- Вице-чемпион Англии: 1983/84

«Манчестер Юнайтед»
- Обладатель Кубка Англии: 1990
- Обладатель Суперкубка Англии: 1990
- Победитель Кубка обладателей кубков: 1991
- Обладатель Суперкубка УЕФА: 1991
- Обладатель Кубка Футбольной лиги: 1992